# Whirlwind (ordinador)
L'ordinador Whirlwind va ser desenvolupat al Massachusetts Institute of Technology (MIT). Va ser el primer a treballar en temps real i a utilitzar pantalles per a la sortida, i això va ser el primer que no era un simple substitut electrònic de l'antiga maquinària mecànica. Dissenyat directament per al SAGE (US Air Force Semi Automatic Ground Enviroment) i indirectament per a gairebé tota mena de negocis i empreses.

## Rerefons històric-tècnic
Durant la Segona Guerra Mundial, la marina dels Estats Units aprova la possibilitat que el MIT creï una màquina capaç de simular un vol d'entrenament dels esquadrons de bombarders. Posteriorment, estudis del MIT determinen la possibilitat de desenvolupar-la. Li posen el nom de projecte Whirlwind, i el laboratori situa a Jay Forrester al capdavant del projecte. Aviat es construeix una màquina analògica, completament inflexible i imprecisa, comportant aquesta solució un sistema enorme, gairebé impossible de construir.
El 1945, Perry Crawford, un altre dels membres de l'equip del MIT, va veure una demostració de l'ENIAC i va suggerir que un ordinador digital era la solució. Un tipus similar de màquina permetria incrementar la precisió de la simulació afegint més codi en el programa, en comptes d'haver d'afegir peces a la màquina. Suposadament se superarien les complexitats de la simulació amb la velocitat planejada.
Quan el primer model era acabat, es va començar a desenvolupar una segona versió més ràpida i potent. Però les despeses van sobrepassar ràpidament el finançament del MIT. Aleshores es va planificar abandonar el desenvolupament de les Whirlwind II i continuar amb el desenvolupament de la versió anterior, ara rebatejada com Whirlwind I i desenvolupar aplicacions per a aquesta.